# Shinkansen-Baureihe 911
Die Shinkansen-Baureihe 911 war eine japanische, sechsachsige Diesellokomotive, die für Abschlepp- und Rangiereinsätze der Shinkansen-Baureihe 0 auf der Tōkaidō-Shinkansen entwickelt wurde. Zum Zeitpunkt ihrer Einführung waren die Lokomotiven mit einer Höchstgeschwindigkeit von 160 km/h die schnellsten Diesellokomotiven der Welt. Von den drei hergestellten Einheiten wurden zwei bereits vor Aufspaltung und Privatisierung der Japanischen Staatsbahn verschrottet, die letzte verbleibende Einheit wurde 1995 außer Dienst gestellt und anschließend ebenfalls verschrottet.

## Beschreibung
Die Baureihe 911 wurde von der Diesellokomotive DD51 abgeleitet, erhielt jedoch einen semi-stromlinienförmige Wagenkasten, dessen Gestaltung den späteren Baureihen EF66 und DD54 ähnelte. In der ersten gebauten Lokomotive wurde derselbe Motorentyp der Baureihe DD51 verwendet (1.000 PS Leistung bei 1.500 Umdrehungen; zwei Motoren), in den beiden weiteren Lokomotiven kam eine leistungsgesteigerter Version zum Einsatz (1.110 PS bei 1.500 Umdrehungen × 2). Die Baureihe verfügte über hydrodynamische Drehmomentwandler um die Zugkraft auf den Einsatzzweck anzupassen (160 km/h oder 92 km/h). 
Die Höchstgeschwindigkeit der Baureihe 911 lag bei 160 km/h, die auch dann erreicht werden konnte, wenn ein vollbesetzter, 16-Wagen langer Shinkansen-Zug der Baureihe 0 abgeschleppt wurde.
Da dieser Lokomotiventyp für Notfälle im Shinkansen-Betrieb entwickelt wurde, verfügt die Baureihe 911 über einen zusätzliche Dieselgenerator, um den abgeschleppten Shinkansen-Zug mit Notstrom zu versorgen.
Die Lokomotiven hatten eine blaue Grundfarbe mit gelben Flächen an der Front (ähnlich z. B. der JNR-Baureihe 143).

## Betrieb
Obwohl die Baureihe 911 als Notfall- und Abschlepplokomotive entwickelt wurde, kam sie nie in einem Notfall auf der Tōkaidō-Shinkansen zum Einsatz, da die auf 160 km/h begrenzte Höchstgeschwindigkeit einen zu großen Eingriff in den dicht getakteten Shinkansen-Fahrplan, der bei 210 km/h betrieben wurde, darstellte.
Stattdessen wurde die Baureihe 911 für die Doctor Yellow-Streckeninspektionszüge eingesetzt.